# أورتشارد (نبراسكا)
أورتشارد (بالإنجليزية: Orchard, Nebraska)‏ هي منطقة سكنية تقع في الولايات المتحدة في مقاطعة أنتيلوبي، نبراسكا. يقدر عدد سكانها بـ 379 نسمة ومساحتها 1.17 كم2 و وترتفع عن سطح البحر 592 متر.

## التركيبة السكانية
قام مكتب تعداد الولايات المتحدة بتحديد بيانات التركيبة السكانية لأورتشارد في تعداد الولايات المتحدة. في ما يلي، التركيبة السكانية حسب تعدادي 2000 و2010.

### تعداد عام 2000
بلغ عدد سكان أورتشارد 391 نسمة بحسب تعداد عام 2000، وبلغ عدد الأسر 183 أسرة وعدد العائلات 120 عائلة مقيمة في القرية. في حين سجلت الكثافة السكانية 937.1 نسمة لكل ميل مربع (361.8/كم2). وبلغ عدد الوحدات السكنية 208 وحدة بمتوسط كثافة قدره 498.5 نسمة لكل ميل مربع (192.5/كم2).
وتوزع التركيب العرقي للقرية بنسبة 100.00% من البيض.
بلغ عدد الأسر 183 أسرة كانت نسبة 20.8% منها لديها أطفال تحت سن الثامنة عشر تعيش معهم، وبلغت نسبة الأزواج القاطنين مع بعضهم البعض 57.4% من أصل المجموع الكلي للأسر، ونسبة 7.7% من الأسر كان لديها معيلات من الإناث دون وجود شريك، وكانت نسبة 34.4% من غير العائلات. تألفت نسبة 32.2% من أصل جميع الأسر من أفراد ونسبة 21.3% كانوا يعيش معهم شخص وحيد يبلغ من العمر 65 عاماً فما فوق. وبلغ متوسط حجم الأسرة المعيشية 2.68، أما متوسط حجم العائلات فبلغ 2.14.
بلغ العمر الوسطي للسكان 47 عاماً. وكانت نسبة 20.2% من القاطنين تحت سن الثامنة عشر، وكانت نسبة 6.1% بين الثامنة عشر والأربعة وعشرون عاماً، ونسبة 20.7% كانت واقعةً في الفئة العمرية ما بين الخامسة والعشرون حتى والأربعة وأربعون عاماً، ونسبة 29.4% كانت ما بين الخامسة والأربعون حتى الرابعة والستون، ونسبة 23.5% كانت ضمن فئة الخامسة والستون عاماً فما فوق. يوجد لكل 100 أنثى 89.8 ذكر، ويوجد لكل 100 أنثى في الثامنة عشر من عمرها فما فوق 85.7 ذكر.
بلغ متوسط دخل الأسرة في القرية 21,771 دولار، أما متوسط دخل العائلة فبلغ 29,063 دولار. وكان متوسط دخل الذكور 27,813 دولار مقابل 16,719 دولار للإناث. وسجل دخل الفرد الخاص بالقرية 13,075 دولار. وكانت نسبة 11.7% من العائلات ونسبة 16.3% من السكان تحت خط الفقر، وكان من هؤلاء نسبة 20.3% تحت سن الثامنة عشر ونسبة 20.2% في الخامسة والستين من العمر وما فوق.

### تعداد عام 2010
بلغ عدد سكان أورتشارد 379 نسمة بحسب تعداد عام 2010، وبلغ عدد الأسر 176 أسرة وعدد العائلات 111 عائلة مقيمة في القرية. في حين سجلت الكثافة السكانية 842.2 نسمة لكل ميل مربع (325.2/كم2). وبلغ عدد الوحدات السكنية 214 وحدة بمتوسط كثافة قدره 475.6 لكل ميل مربع (183.6/كم2).
وتوزع التركيب العرقي للقرية بنسبة 98.2% من البيض و 0.8% من عرقين مختلطين أو أكثر.
بلغ عدد الأسر 176 أسرة كانت نسبة 21.6% منها لديها أطفال تحت سن الثامنة عشر تعيش معهم، وبلغت نسبة الأزواج القاطنين مع بعضهم البعض 54.5% من أصل المجموع الكلي للأسر، ونسبة 5.7% من الأسر كان لديها معيلات من الإناث دون وجود شريك، بينما كانت نسبة 2.8% من الأسر لديها معيلون من الذكور دون وجود شريكة وكانت نسبة 36.9% من غير العائلات. تألفت نسبة 33.5% من أصل جميع الأسر من أفراد ونسبة 18.2% كانوا يعيش معهم شخص وحيد يبلغ من العمر 65 عاماً فما فوق. وبلغ متوسط حجم الأسرة المعيشية 2.71، أما متوسط حجم العائلات فبلغ 2.15.
بلغ العمر الوسطي للسكان 48.3 عاماً. وكانت نسبة 20.3% من القاطنين تحت سن الثامنة عشر، وكانت نسبة 8.7% بين الثامنة عشر والأربعة وعشرون عاماً، ونسبة 16.3% كانت واقعةً في الفئة العمرية ما بين الخامسة والعشرون حتى والأربعة وأربعون عاماً، ونسبة 29.8% كانت ما بين الخامسة والأربعون حتى الرابعة والستون، ونسبة 24.8% كانت ضمن فئة الخامسة والستون عاماً فما فوق. وتوزع التركيب الجنسي للسكان بنسبة 50.7% ذكور و49.3% إناث.